# Howaldtswerke-Deutsche Werft
Howaldtswerke-Deutsche Werft, souvent abrégé HDW, est une entreprise de construction navale allemande basée à Kiel.
Son origine remonte à 1838 avec la fondation du chantier naval Howaldtswerke par August Howaldt. Ce dernier a fusionné en 1968 avec Deutsche Werft basé à Hambourg pour former la Howaldtswerke-Deutsche Werft. Depuis 2005, l'entreprise fait partie de ThyssenKrupp Marine Systems (TKMS).